# Saint-Germain-sur-Bresle
Saint-Germain-sur-Bresle és un municipi francès situat al departament del Somme i a la regió dels Alts de França. L'any 2007 tenia 176 habitants.

## Demografia

### Població

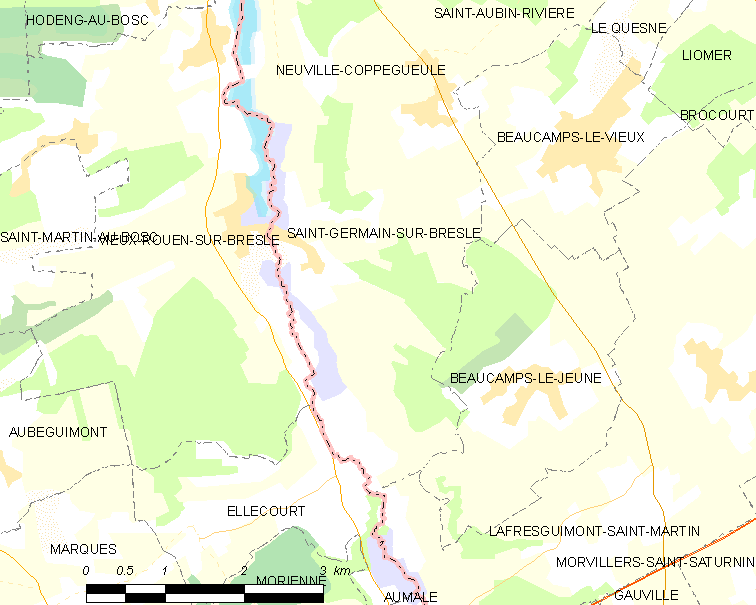
mapa del municipi

El 2007 la població de fet de Saint-Germain-sur-Bresle era de 176 persones. Hi havia 83 famílies de les quals 28 eren unipersonals (16 homes vivint sols i 12 dones vivint soles), 31 parelles sense fills i 24 parelles amb fills.
La població ha evolucionat segons el següent gràfic:
Habitants censats

### Habitatges

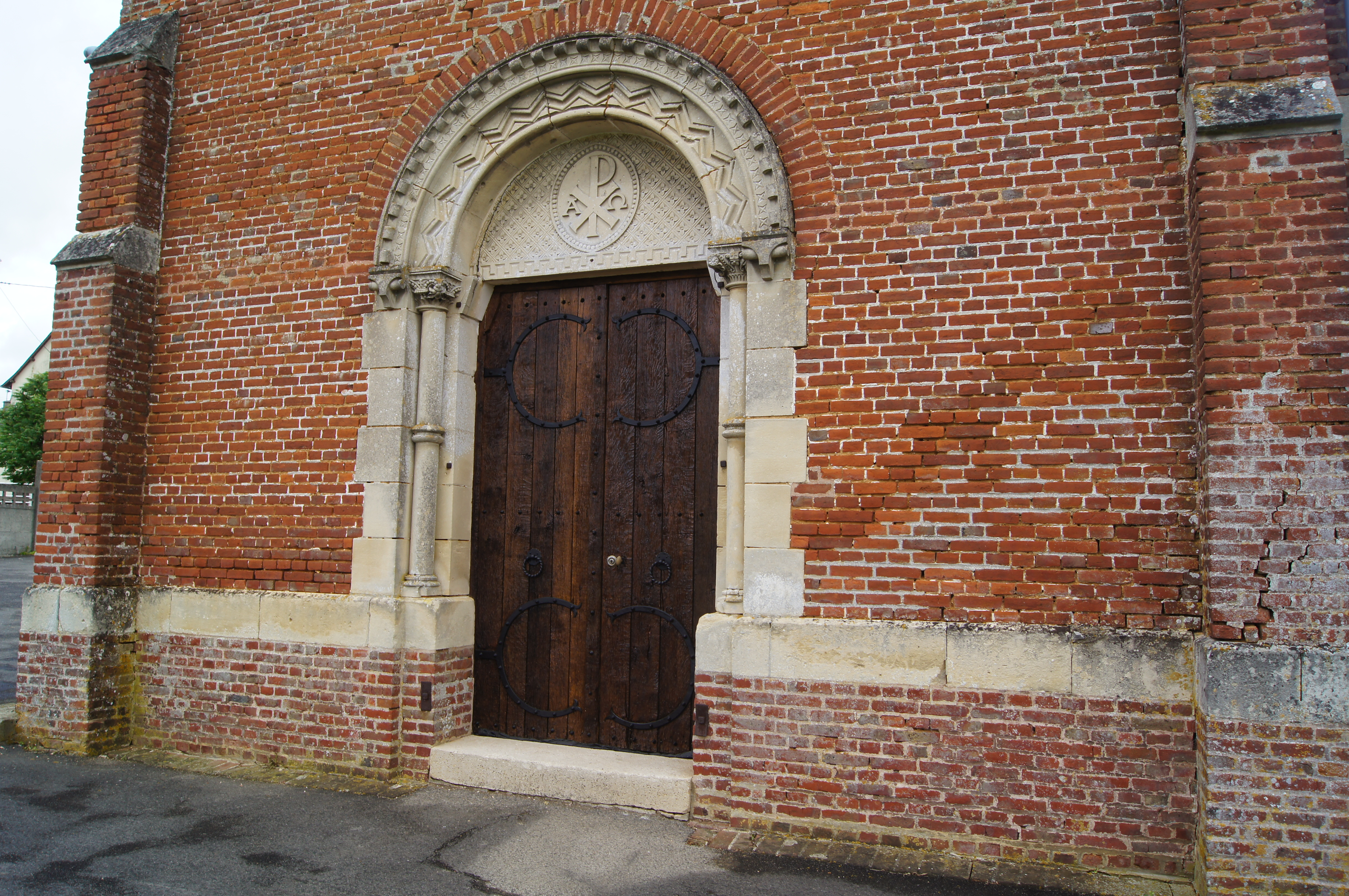

El 2007 hi havia 99 habitatges, 82 eren l'habitatge principal de la família, 11 eren segones residències i 6 estaven desocupats. Tots els 96 habitatges eren cases. Dels 82 habitatges principals, 68 estaven ocupats pels seus propietaris i 15 estaven llogats i ocupats pels llogaters; 3 tenien dues cambres, 11 en tenien tres, 22 en tenien quatre i 47 en tenien cinc o més. 64 habitatges disposaven pel capbaix d'una plaça de pàrquing. A 42 habitatges hi havia un automòbil i a 30 n'hi havia dos o més.

### Piràmide de població

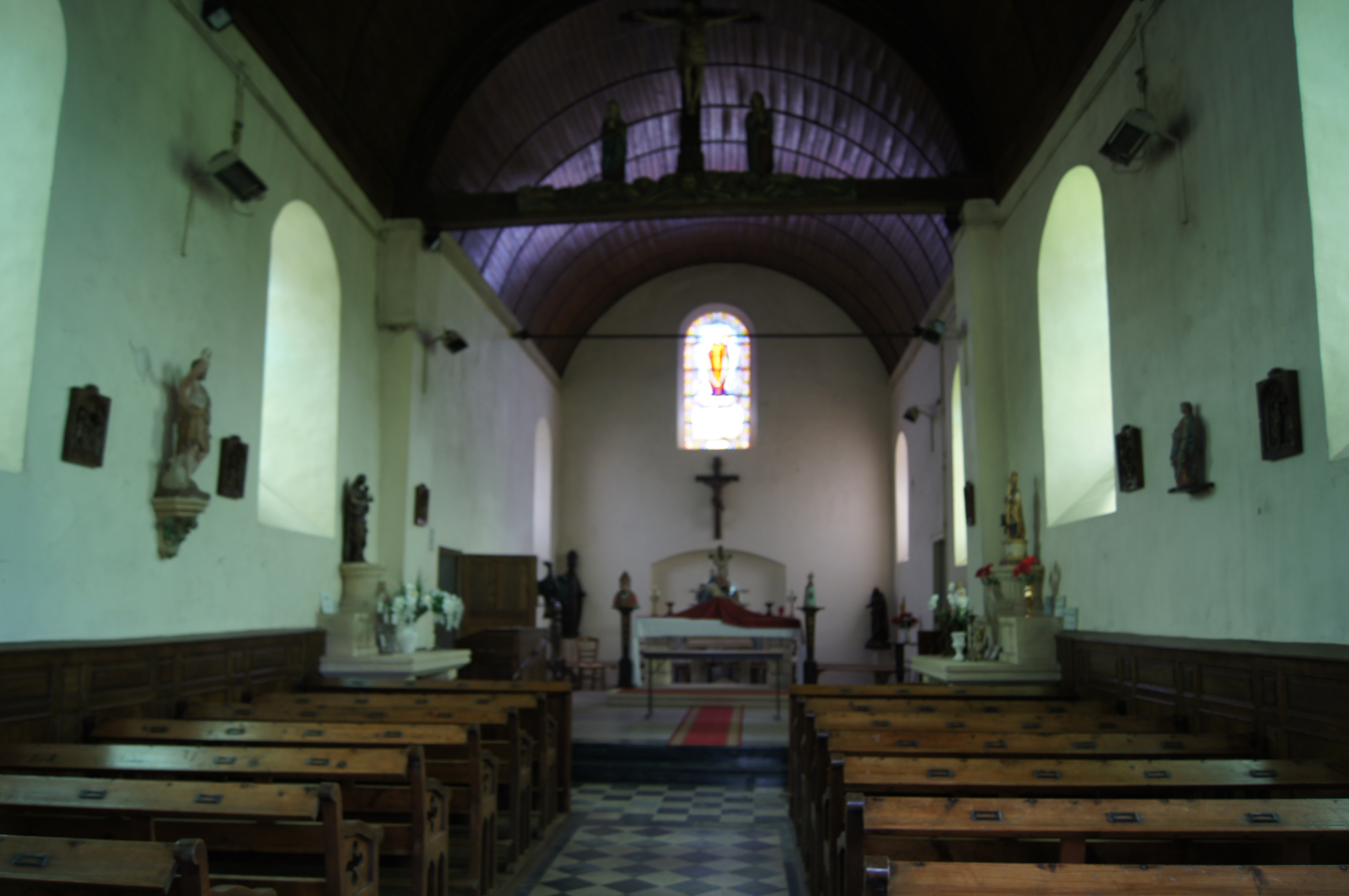

La piràmide de població per edats i sexe el 2009 era:
| Homes | Edats   | Dones |
| ----- | ------- | ----- |
| 0     | 95 o +  | 0     |
| 0     | 90 a 94 | 0     |
| 0     | 85 a 89 | 4     |
| 0     | 80 a 84 | 0     |
| 4     | 75 a 79 | 8     |
| 4     | 70 a 74 | 4     |
| 8     | 65 a 69 | 8     |
| 4     | 60 a 64 | 8     |
| 0     | 55 a 59 | 8     |
| 8     | 50 a 54 | 0     |
| 8     | 45 a 49 | 8     |
| 4     | 40 a 44 | 4     |
| 8     | 35 a 39 | 4     |
| 0     | 30 a 34 | 4     |
| 8     | 25 a 29 | 8     |
| 12    | 20 a 24 | 8     |
| 0     | 15 a 19 | 4     |
| 8     | 10 a 14 | 4     |
| 8     | 5 a 9   | 8     |
| 0     | 0 a 4   | 4     |

## Economia

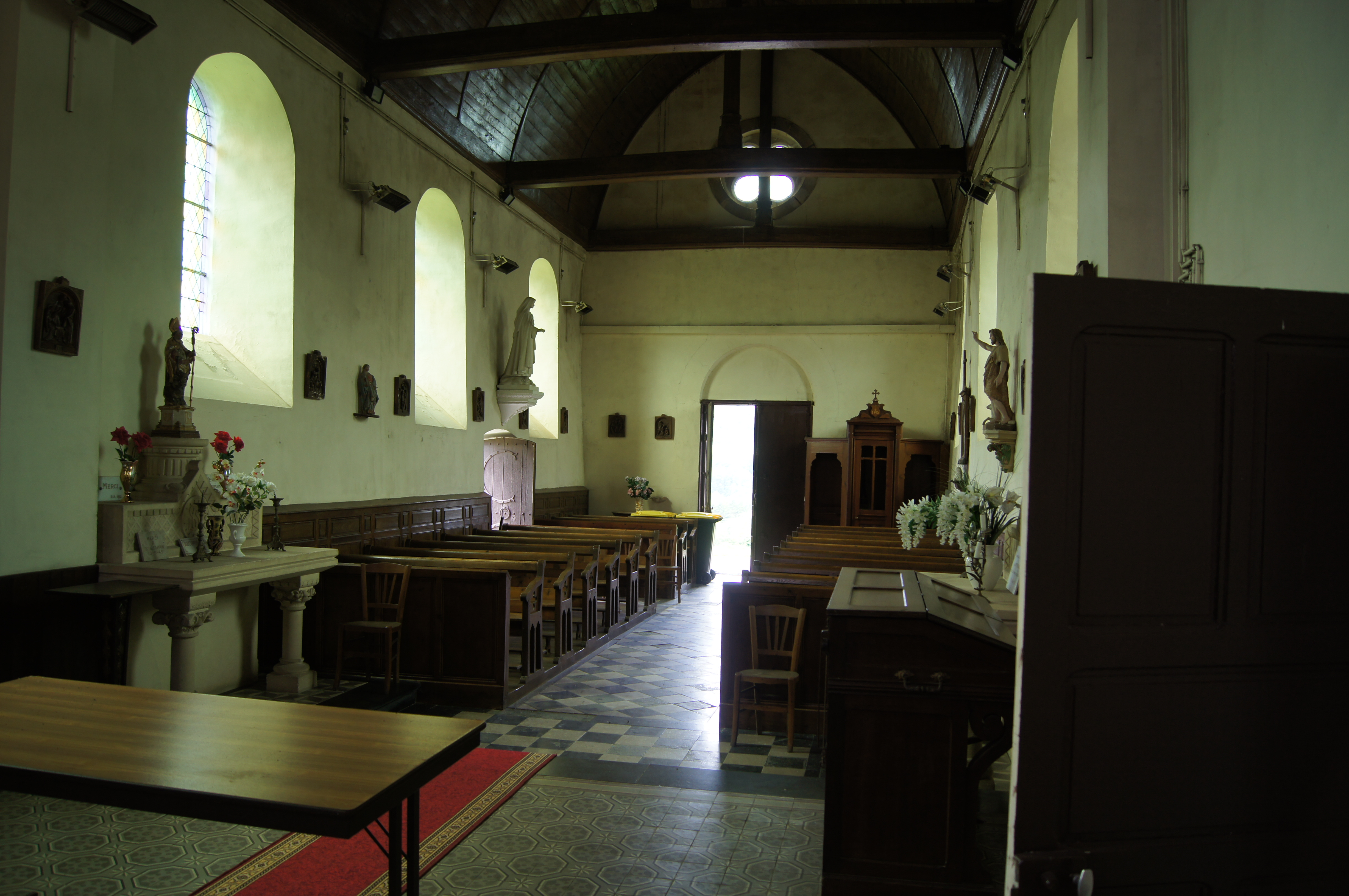

El 2007 la població en edat de treballar era de 115 persones, 79 eren actives i 36 eren inactives. De les 79 persones actives 75 estaven ocupades (41 homes i 34 dones) i 4 estaven aturades (1 home i 3 dones). De les 36 persones inactives 20 estaven jubilades, 8 estaven estudiant i 8 estaven classificades com a «altres inactius».

### Ingressos

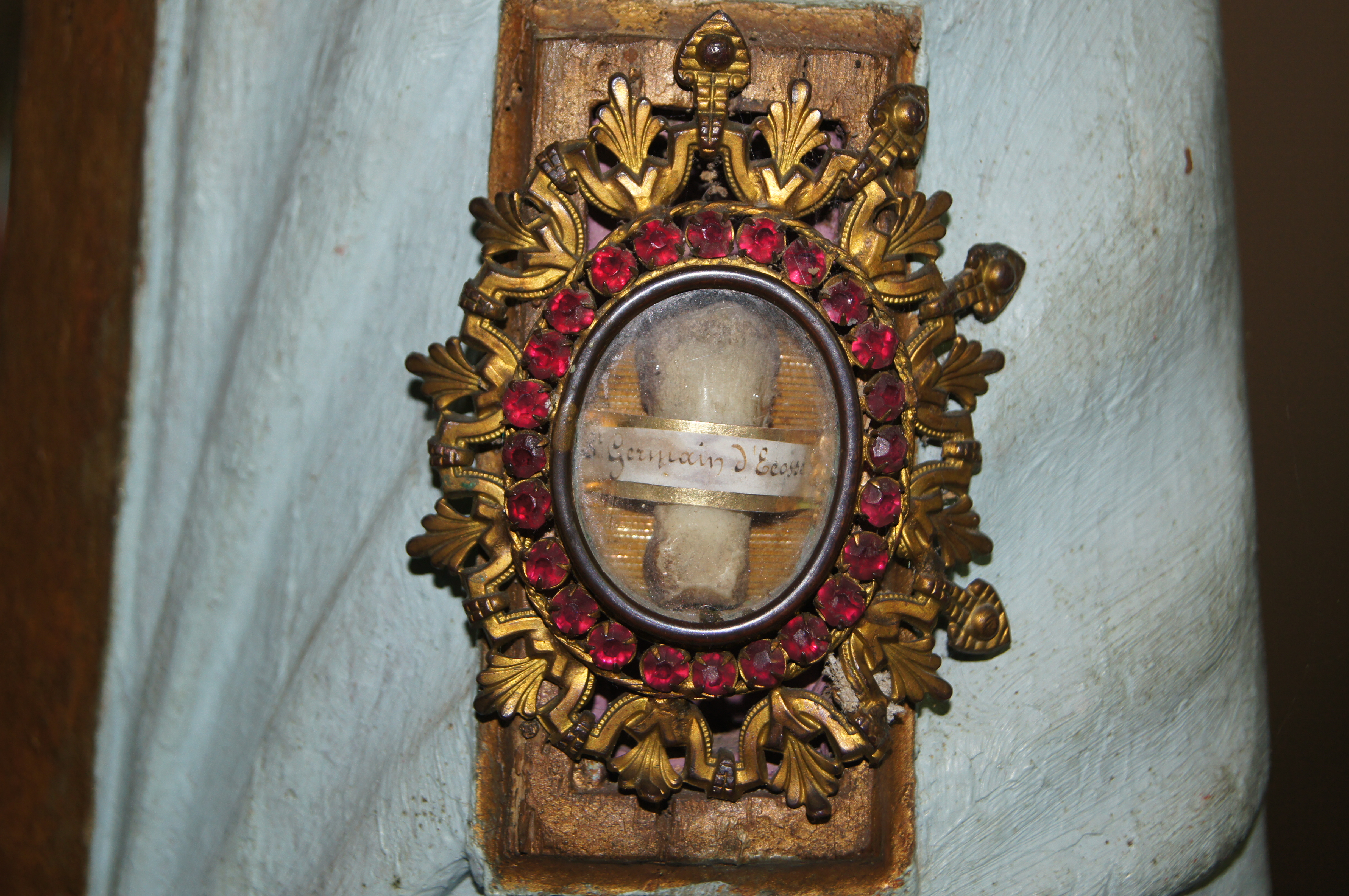
relíquia

El 2009 a Saint-Germain-sur-Bresle hi havia 83 unitats fiscals que integraven 177 persones, la mediana anual d'ingressos fiscals per persona era de 20.929 €.

### Activitats econòmiques
Dels 3 establiments que hi havia el 2007, 1 era d'una empresa de fabricació d'altres productes industrials i 2 d'empreses de comerç i reparació d'automòbils.
L'únic establiment comercial que hi havia el 2009 era una botiga de mobles.
L'any 2000 a Saint-Germain-sur-Bresle hi havia 10 explotacions agrícoles que ocupaven un total de 405 hectàrees.

## Poblacions més properes

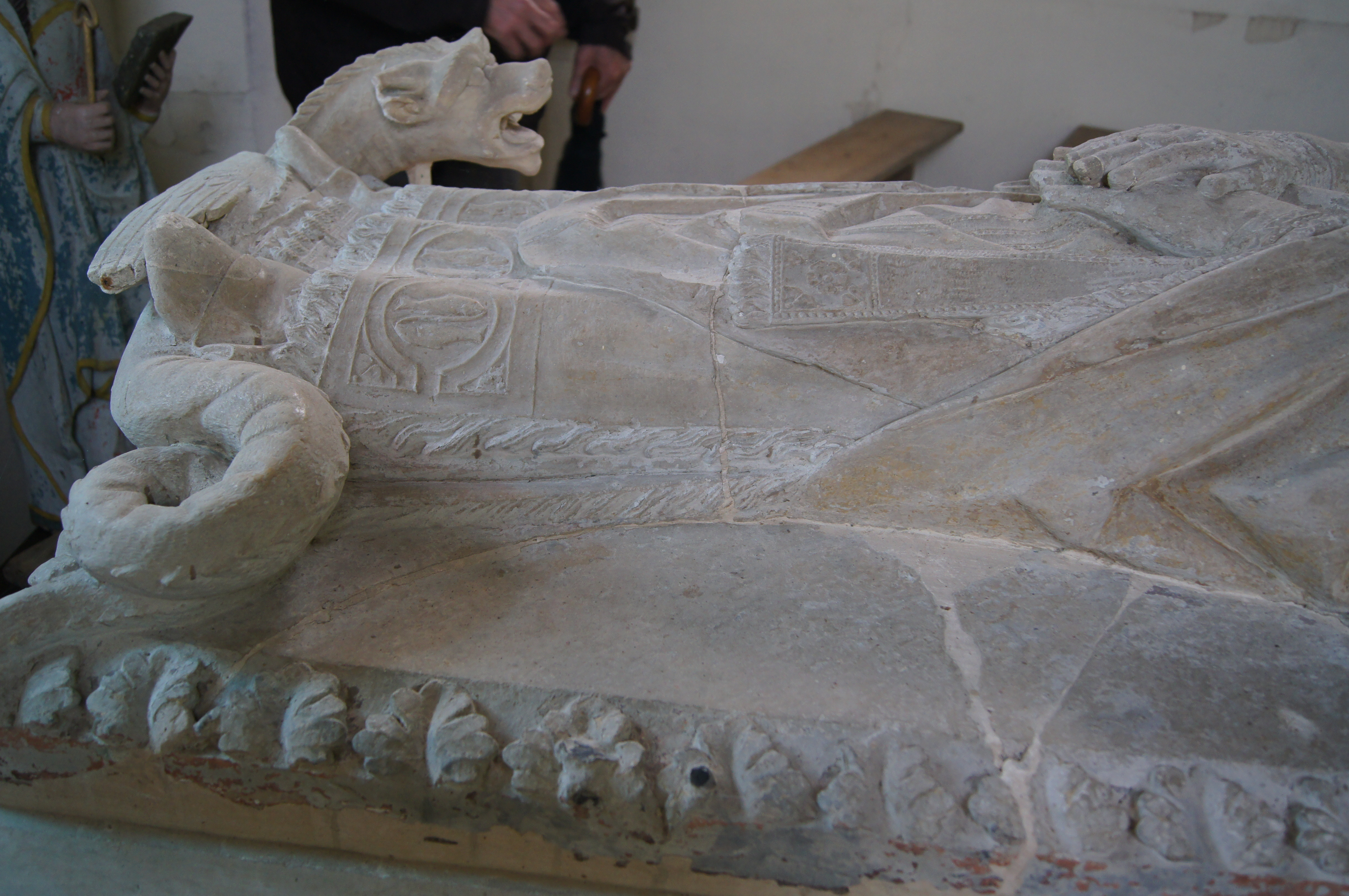

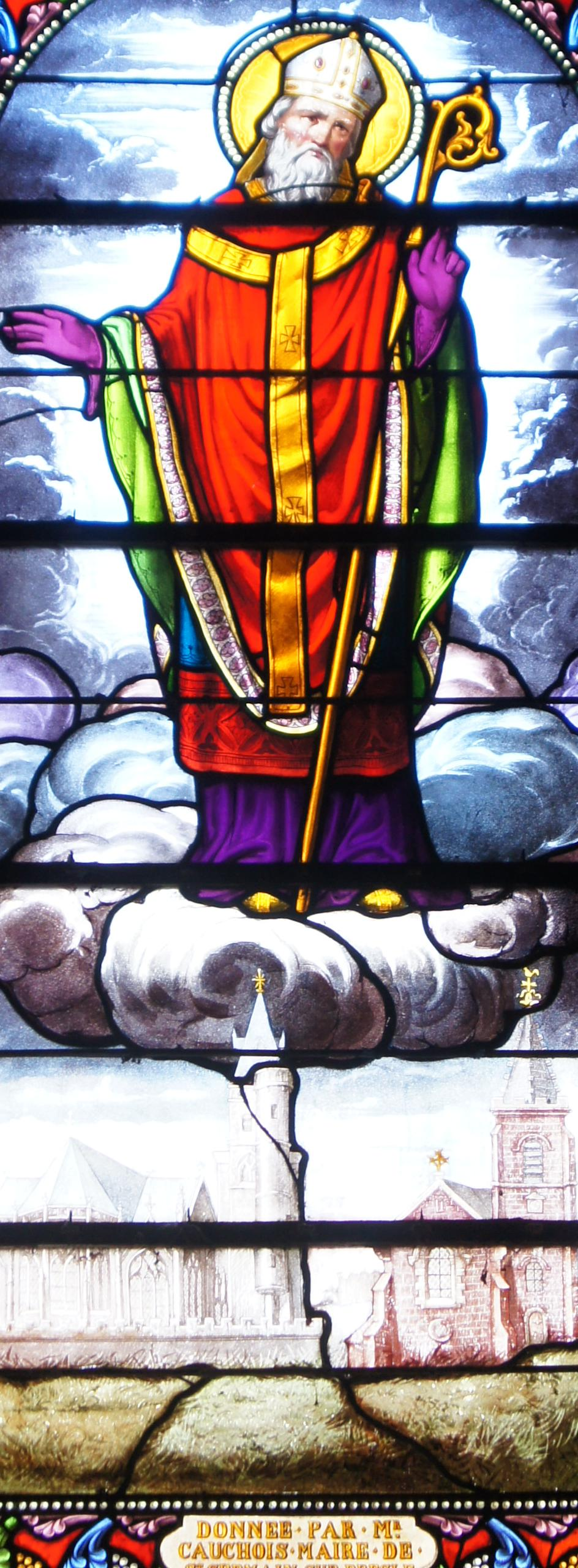

El següent diagrama mostra les poblacions més properes.